# Normatieve marketing
Normatieve marketing is het deelgebied van marketing(onderzoek) waarbij de vraag centraal staat wat marketingorganisaties en individuen zouden moeten doen en wat voor marketingsystemen een maatschappij zou moeten hebben. De grondslag voor dit "zou moeten" ligt in ethische en morele afwegingen of in overwegingen van instrumentele en rationele aard. Het staat tegenover positieve marketing waarbij juist de waardevrije beschrijving van marketingfenomenen het uitgangspunt vormt.
Kotler introduceerde de dichotomie normatieve versus positieve marketing in 1972 tijdens de herfst conferentie van de American Marketing Association. Later werd dit door Hunt als onderdeel van wat het 'Drie dichotomieën model van de marketing' is gaan heten, opgenomen.

## Vuistregels
Hunt hanteert als vuistregel om te bepalen of een uitlating normatief is de vraag of de zin te herschrijven is in een "zou moeten" variant zonder de betekenis te veranderen. De uitlating 'Marketing zou tot de vervulling van de behoeften van consumenten moeten leiden' is normatief. De uitlating 'Marketing leidt tot de vervulling van de behoeften van consumenten' is positief. Hyman, Skipper en Tansey hanteren als vuistregel dat "alle normatieve beweringen en slechts normatieve beweringen een reden voor actie verschaffen".

## Oorsprong
Doorgaans wordt David Hume beschouwd als de eerste filosoof die het onderscheid tussen "is" en "zou moeten" maakte. In zijn werk 'A Treatise of Human Nature' merkt hij op dat het onmogelijk is om uitspraken met een "zou moeten zijn"-karakter louter te baseren op voorafgaande uitspraken die uitsluitend beschrijvend ("is") van aard zijn.
Dichter bij de marketing kwam Keynes interpretatie in 'The Scope and Method of Political Economy'. In die tijd stond de vraag centraal of vakbonden überhaupt een daadwerkelijke invloed op de loonvorming konden hebben, of dat de loonvorming slechts het resultaat van de beschikbare kapitaalgoederen was. De logische vervolgvraag als vakbonden dan een daadwerkelijke invloed op loonvorming kunnen hebben, is of ze dit ook "zouden moeten" hebben. Keynes introduceerde de terminologie positieve- en normatieve wetenschap voor deze tweedeling. Normatieve wetenschappen zijn volgens Keynes "een lichaam van kennis op systematische wijze geordend, waarbij de discussie gevoerd wordt inzake de criteria die gehanteerd moeten worden om te bepalen wat zou moeten zijn" (Engels: "a body of systematized knowledge discussing criteria of what ought to be"). Positieve wetenschappen zijn in zijn zienswijze "een lichaam van systematisch geordende kennis dat zich richt op de vraag wat is (Engels: "a body of systematized knowledge concerning what is").

## Kritiek
Vanuit een groot aantal wetenschappers kwam kritiek op de door Hunt gehanteerde 'drie tweedelingen model van de marketing'. Deze kritiek spitste zich voornamelijk toe op de tweedeling normatieve en positieve marketing. De kritiek valt te verdelen in de volgende punten:

### De positieve/normatieve tweedeling is onjuist
De tweedeling zou onjuist zijn omdat niemand, zelfs de meest objectieve wetenschapper, kan ontsnappen aan zijn of haar eigen waardenpatroon. Hoewel dit ongetwijfeld juist is, en het ultieme doel van waardevrije marketing nooit bereikt zal worden, is het streven hiernaar niet minder bruikbaar. Hunt illustreert dit aan de hand van een voorbeeld omtrent prijsverschillen tussen arme en rijke buurten. De, vooral in Amerika veel gehoorde beschuldiging dat armen meer betalen voor dezelfde goederen dan rijken, kan immers zonder problemen vanuit de twee invalshoeken bekeken worden. Positief marketingonderzoek kan aantonen of er inderdaad een prijsverschil is die niet op andere factoren gebaseerd is, en normatief marketingonderzoek kan de vraag beantwoorden of een dergelijk prijsverschil een gewenste praktijk is.

### De positieve/normatieve tweedeling is gevaarlijk
De indeling in positieve/normatieve marketing zou gevaarlijk zijn omdat het de aandacht afleidt van het specifieke normatieve/micro marketing. Het is immers met name de normatieve/micro marketing die voor de introductie van het drie tweedelingen model op (vrijwel) alle aandacht kon rekenen. Hunt is in zijn kritiek hierop eenduidig door te stellen dat de uitbreiding met de normatieve/positieve dichotemieën slechts de op dat moment bestaande marketingpraktijk in een breder kader plaatst, zonder afbreuk te doen aan het belang van de inhoud van deze bestaande praktijk.

### De positieve/normatieve tweedeling is nutteloos
In een ingezonden brief naar het Journal of Marketing stelt Robin dat de tweedeling in een positieve en normatieve variant van marketing die door Hunt gebruikt wordt om aan te tonen dat marketing een wetenschap is, nutteloos is omdat positieve marketingvraagstukken slechts relevantie hebben als ze voorafgegaan worden door een normatieve aanname. Hunt stelt hiertegenover dat er een aanname voorafgaat aan deze nutteloosheidsclaim, en wel dat vraagstukken zonder normatief antecedent nutteloos voor praktijkbeoefenaars zijn. Zijn betoog is dat voor marketingwetenschappers, evenals voor alle andere wetenschappers, het voornaamste doel kennisvergaring is. Voor dergelijke kennisvergaring is het niet noodzakelijk dat er een normatief uitgangspunt aan het vraagstuk ten grondslag ligt, waarmee het onderscheid tussen normatieve en positieve marketing haar nuttigheid bewezen heeft.

### De positieve/normatieve tweedeling is onbruikbaar
Etgar stelt dat de positieve/normatieve indeling er niet in slaagt om aan een minimumvoorwaarde voor iedere bruikbare indeling in categorieën te voldoen, namelijk de voorwaarde dat de indeling exclusief is. Etgar, en later ook Robin stelt dat de normatieve en positieve "delen van onze wereld zo onlosmakelijk met elkaar verbonden zijn" dat "elke poging om marketingfenomenen langs positieve dan wel negatieve lijnen te verdelen tot verwarring of een onbruikbare verzameling relaties leidt.".
Hunt onderkent dat de tweedeling positief/normatief niet exclusief is en dat overlap tussen de twee klassen bestaat. Hij stelt echter dat dit geen fatale fout is. Naar zijn mening zijn de resultaten van de mix tussen normatieve en positieve marketing synergistisch van aard. Ter vergelijk haalt hij het voorbeeld van marketingpraktijk, marketingonderzoek en marketingonderwijs aan. Deze drie categorieën lopen ook vaak in elkaar over, maar zijn volgens Hunt daarom niet minder bruikbaar.

### Alle marketing is normatief
Hyman, Skipper en Tansey stellen dat alle centrale marketingbegrippen dusdanig met waardenoordelen verweven zijn en dat alle marketingtheorieën gebaseerd zijn op normatieve claims, dat het onmogelijk is om de vertaalslag te maken naar een positieve bewoording voor de marketingvraagstukken "zonder eenvoudig weg opnieuw te beginnen". Volgens Hunt is hun conclusie gebaseerd op een zienswijze waarbij alle niet fysiek meetbare concepten, zoals vrijwel alle onderwerpen van studie in de sociale wetenschappen, tot normatief worden verklaard. Een dergelijke zienswijze, volgens Hunt gebaseerd op een verarmde fysieke ontologie, zou de vooruitgang in alle sociale wetenschappen, marketing incluis, tot stilstand doen komen en om die reden alleen al moeten worden verworpen.